# Myersiella microps
Myersiella microps е вид жаба от семейство Тесноусти жаби (Microhylidae). Видът не е застрашен от изчезване.

## Разпространение и местообитание
Разпространен е в Бразилия (Еспирито Санто, Минас Жерайс, Рио де Жанейро и Сао Пауло).
Обитава гористи местности, планини, възвишения, крайбрежия и плажове в райони с тропически и субтропичен климат.

## Описание
Популацията на вида е стабилна.